# SC 비너노이슈타트
SC 비너노이슈타트(SC Wiener Neustadt)는 2008년에 창단된 오스트리아 비너노이슈타트의 축구 클럽으로, 현재 오스트리아 1부 리그에서 활동하고 있다.

## 주요 경력

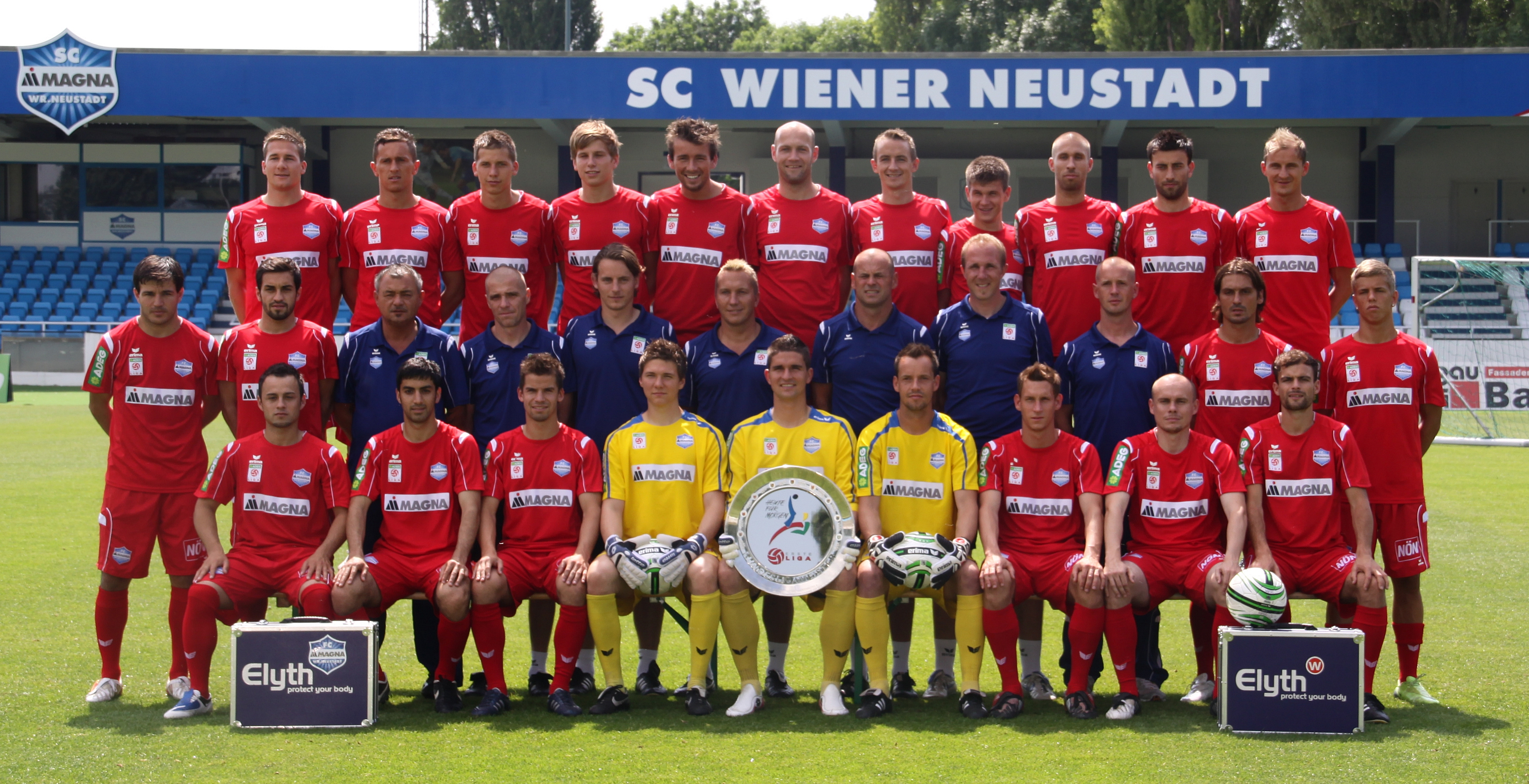
2008-09 오스트리아 1부 리그에서 우승을 차지한 SC 비너노이슈타트

- 오스트리아 1부 리그
  - 우승 1회 (2008-09)

## 선수 명단

### 현역
참고: FIFA 자격 규정에 따라 소속된 국가대표팀 국기를 표시합니다. 선수는 복수의 FIFA 비회원국 국적을 가지고 있을 수 있습니다.
| 번호 | 포지션 | 국적 | 이름            |
| ---- | ------ | ---- | --------------- |
| 10   | FW     |      | 막시밀리안 삭스 |

| 번호 | 포지션 | 국적 | 이름 |
| ---- | ------ | ---- | ---- |

## 역대 감독
- 사르곤 듀란(2022 ~ )